# San José de Maipo
San José de Maipo é uma comuna chilena, localizada na Província de Cordillera, Região Metropolitana de Santiago, a 48 km da capital Santiago.
A comuna limita-se: a oeste com Puente Alto, Pirque e La Florida; a leste com a Argentina; a norte com Los Andes e Lo Barnechea; a sul com as comuna de Codegua, Mostazal e Machalí na Região de O'Higgins.

## Atividades econômicas
De suas atividades econômicas se destacam a mineração não metálica, a extração de aridos, a exploração de minas de pedras, o comércio de produtos locais e outros. A indústria turística se encontra em seu auge nessa zona.

## Clima
Sua temperatura média é de 14°C; no inverno é de 1°C, e no verão é de 28°C.

## Localidades Interiores
Lista de localidades em San José de Maipo:
- La Obra
- Las Vertientes
- El Canelo
- El Manzano
- El Alfalfal
- Los Maitenes
- Guayácan
- San José de Maipo
- El Toyo
- Melocotón Bajo
- Melocotón Alto
- San Afonso
- El Ingenio
- El Boyenar
- San Gabriel
- San Nicolás
- Romeral
- Los Queltehues
- Las Melosas
- El Volcán
- Baños Morales
- Lo Valdis
- Baños Colina